# Sint-Helena, Ascension en Tristan da Cunha
Sint-Helena, Ascension en Tristan da Cunha (Engels: Saint Helena, Ascension and Tristan da Cunha) is een Brits eilandterritorium in het zuiden van de Atlantische Oceaan, ruwweg zo'n 2800 km ten westen van de Afrikaanse kust. Het gebied is economisch volledig afhankelijk van het Verenigd Koninkrijk. 
Sint-Helena, Ascension en Tristan da Cunha bestaat uit drie administratieve eenheden:
- Sint-Helena, hier ligt de hoofdstad Jamestown
- Ascension
- Tristan da Cunha, waartoe onder meer ook nog enkele onbewoonde eilanden behoren: 
  - Gough
  - Inaccessible
  - Nightingale-eilanden

Sint-Helena, Ascension en Tristan da Cunha wordt bestuurd door een Brits gouverneur in samenwerking met een lokaal gekozen volksvertegenwoordiging. De inwoners van Sint Helena noemen zichzelf 'Saints'. De bevolking is ontstaan uit drie bevolkingsgroepen: Afrikaanse slaven, Chinese contractarbeiders en Britse 'kolonisatoren'.
Sint-Helena, Ascension en Tristan da Cunha is vooral bekend omdat Napoleon Bonaparte op Sint-Helena, in Longwood House, de laatste jaren van zijn leven in ballingschap heeft doorgebracht. Het toerisme van het eiland legt nog steeds grote nadruk op dit historische feit. Na de opening van het Suezkanaal heeft Sint-Helena bijna alle strategische waarde verloren. Het eiland werd opgeëist door de Republiek der Zeven Verenigde Nederlanden van 1645 tot 1659. In 1658 stichtte de British East India Company Jamestown en nam ze bezit van het eiland. In 1673 veroverden de Nederlanders wederom het eiland, om twee maanden later weer door de Engelsen verdreven te worden. Het eiland is daarna altijd in Engelse handen gebleven.
Tot 1 september 2009 was de officiële naam Saint Helena and dependencies: Ascension en Tristan da Cunha waren dus afhankelijke gebieden van Sint-Helena, dat zelf een van het Verenigd Koninkrijk afhankelijk gebied is. Deze situatie was uniek in de wereld. Nu hebben de drie onderdelen van het territorium dezelfde status, maar de hoofdstad blijft het op Sint-Helena gesitueerde Jamestown.

## Religie
Verreweg de meeste mensen zijn aangesloten bij de Anglicaanse Kerk, zo'n 86%. Dit is te verklaren door het langdurige Britse koloniale bestuur.
Ongeveer 2% bezoekt de baptistische kerk. Ook de bahaigodsdienst is op het eiland vertegenwoordigd.
Naar verhouding heeft Sint-Helena het grootste aantal Jehova's getuigen van alle landen ter wereld. Volgens het Jaarboek van Jehova's getuigen 2007 is één op de dertig inwoners een getuige. Het totale aantal getuigen bestaat uit ruim 120 personen.

## Slavenhandel en massagraven
Tussen 1840 en 1872 werden ongeveer 26.000 "bevrijde slaven" naar een opvangcentrum genaamd Rupert’s Bay in Sint-Helena gebracht. Zij waren eerder gevangen genomen door de koninklijke marine van het Verenigd Koninkrijk. Door de slechte condities aan boord van het schip overleefden velen de tocht niet. Ook de condities in het opvangcentrum waren slecht. Naar schatting liggen er meer dan 5.000 slaven op de plek begraven.
In 2012 gaat de Namibische Annina van Neel als milieudeskundige aan de slag voor een bouwbedrijf dat een vliegveld ontwikkelt op Sint-Helena. Als daar de stoffelijke overschotten van duizenden tot slaaf gemaakten worden ontdekt, zet ze zich in voor een waardige rustplaats voor de overblijfselen. Maar ze stuit op verzet en onverschilligheid van de Britse regering, die er nog altijd de dienst uitmaakt.
Samen met Peggy King Jorde - een befaamde expert op het gebied van cultureel erfgoed - en een groep eilandbewoners start ze een campagne om hun nalatenschap te eren. Doel hierbij is om een waardige rustplaats te vinden voor de stoffelijke overschotten van de tot slaaf gemaakten en hun verhaal onderdeel te laten worden van de geschiedenis van het eiland.
Ze vinden dat de lichamen net zo zorgvuldig behandeld moeten worden als dat van Napoleon. Het verzet hiertegen en de manier waarop er in Groot-Brittannië mee wordt omgegaan, laten zien dat het koloniale verleden nog altijd geen verleden is.